# LV 1871
Die Lebensversicherung von 1871 a. G. München (kurz: LV 1871) ist ein deutsches Lebensversicherungs-Unternehmen mit Unternehmenssitz in München. Die LV 1871 ist spezialisiert auf Lebens-, Renten- und Berufsunfähigkeitsversicherungen. Als Versicherungsverein auf Gegenseitigkeit ist die LV 1871 ausschließlich ihren Kunden verpflichtet. Für die Beratung der Kunden setzt das Unternehmen auf zirka 8500 unabhängige Versicherungsvermittler.

## Allgemeines
Die LV 1871 Unternehmensgruppe wird geleitet von: Wolfgang Reichel (Vorsitzender des Vorstands; Ressorts Finanzen, Kapitalanlage, Personal), Klaus Math, (Ressorts Produkte, Versicherungstechnik und IT) und Hermann Schrögenauer (Ressort Vertrieb). Aufsichtsratsvorsitzender ist Peter Hohenemser.
Im Alleineigentum der Muttergesellschaft Lebensversicherung von 1871 a.G. München befinden sich folgende Tochterunternehmen:
- Delta Direkt Lebensversicherung AG München, München
- LV 1871 Pensionsfonds AG, Triesen (Liechtenstein), 2007 gegründet
- LV 1871 Private Assurance AG, Triesen (Liechtenstein), 2008 gegründet
- Magnus GmbH, München
- TRIAS Versicherung AG, München
- 71circles GmbH, München, 2017 gegründet

## Geschichte
Am 24. Mai 1871 wurde im Münchner Gasthaus Zur Neuen Welt die Selbsthilfeeinrichtung Christkatholischer Begräbniß-Verein gegründet, die für jedes Mitglied gegen einen Mitgliedsbeitrag von monatlich etwa 2 Mark ein würdiges Begräbnis und einen Gottesdienst sichern sollte. 1904 wurde aus dem Verein ein Versicherungsverein auf Gegenseitigkeit.

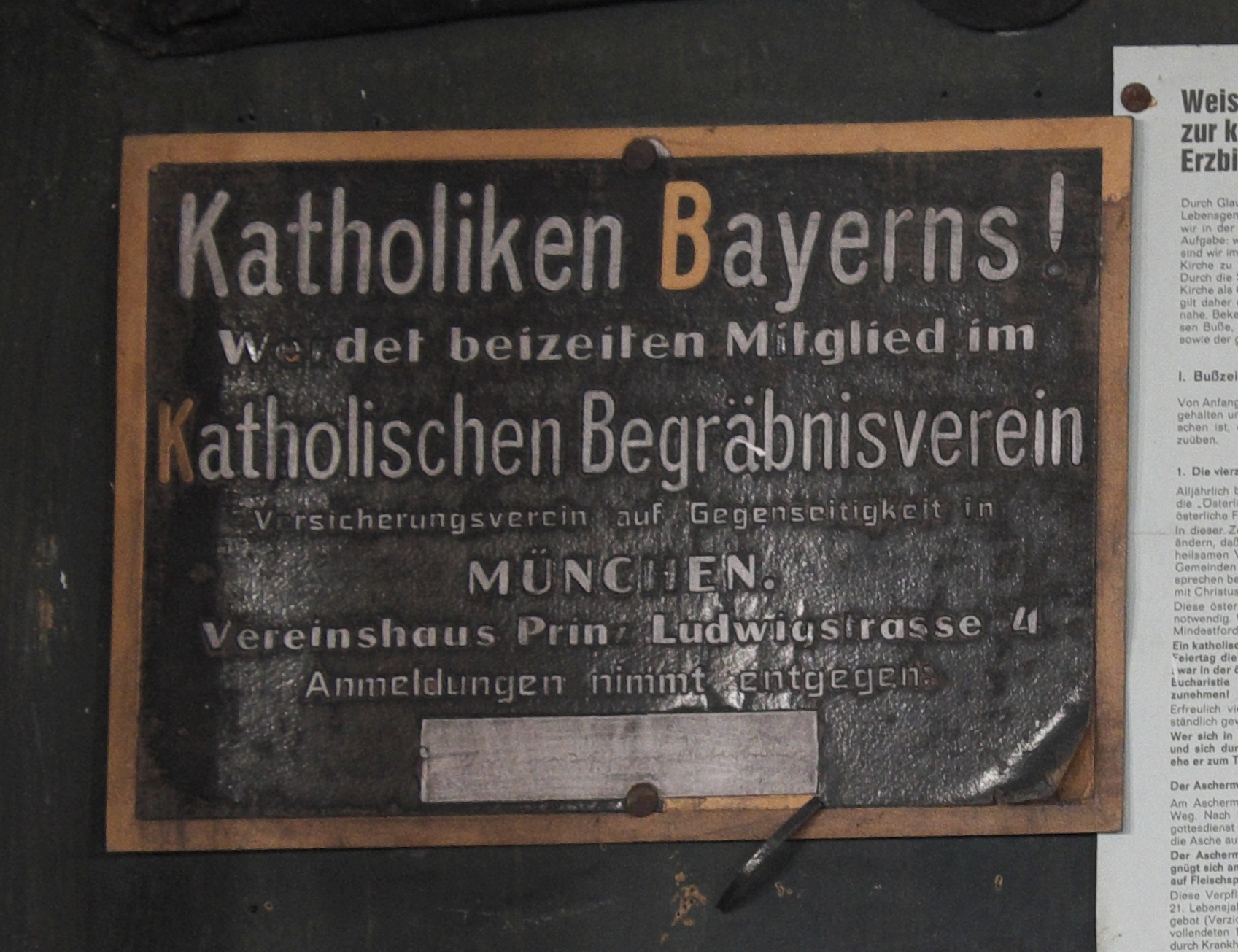
Werbeschild für den Katholischen Begräbnisverein in der Kirche St. Martin in Niederstraubing

1920 wurde die Firmierung in Katholischer Begräbnisverein a. G. geändert. Ab den 1920er Jahren erweiterte der Verein sein Angebot über die traditionellen Sachleistungen hinaus um Geldleistungen. Die Mitgliederzahl stieg bis 1927 auf 140.000 an; in diesem Jahr wurde die Einrichtung in einen Versicherungsverein auf Gegenseitigkeit umgewandelt. Zusätzlich zur traditionellen Begräbnisversicherung nahm der Verein 1929 das Lebensversicherungsgeschäft auf. Bis 1933 stieg die Mitgliederzahl auf 400.000.
Der Sitz befand sich in der Prinz-Ludwig-Straße 4 in München.
Unter Druck des NS-Staats wurde 1938 die konfessionelle Bindung aufgelöst und der Verein in Münchener Begräbnisverein VVaG umbenannt.
Im Juli 1945, zwei Monate nach Ende des Zweiten Weltkriegs, nahm der Verein in der Sendlinger Straße 55 in München den Geschäftsbetrieb wieder auf. In diesem Jahr wurde der Münchener Begräbnisverein endgültig zum Großlebensversicherer. 1954 wies der Verein einen Bestand von 1,1 Millionen Versicherungsverträgen auf. Die Umfirmierung in Münchener Begräbnis- und Lebensversicherung a.G. folgte 1962.
Um den Namen Münchener Begräbnisverein zu erhalten, wurde am 16. Juli 1963 der Münchener Begräbnisverein e.V. als eingetragener Verein gegründet. Ab 1988 förderte und pflegte er kirchliche Traditionen bei Bestattungen und löste sich zum Jahresende 2022 auf.

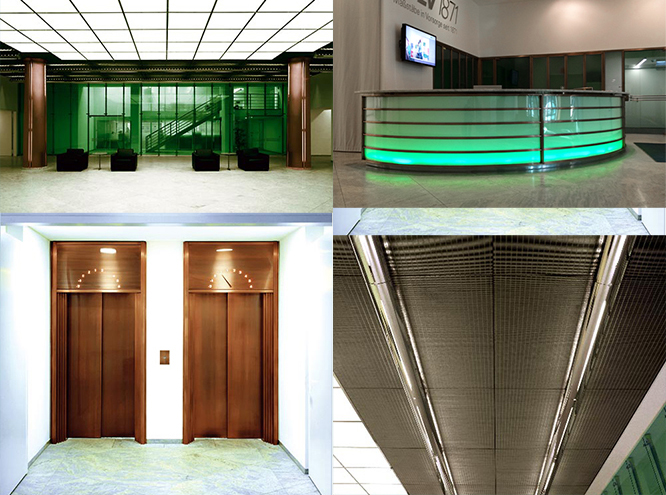
Empfangshalle und Konferenzbereiche im Regina Haus, Neugestaltung Gert M. Weber (1998)

Dem wachsenden Bestandsanteil der Lebensversicherung trug das Unternehmen 1969 mit der Umbenennung in Lebensversicherung von 1871 a.G. München Rechnung. 1977 wurde das ehemalige Regina-Palast-Hotel am Maximiliansplatz 5 als Regina-Haus der neue Sitz der Hauptverwaltung.
1987 wählte die Gesellschaft ein neues Erscheinungsbild und ein neues Logo (stilisierte Frauentürme), das die Verbundenheit zur Gründungs- und Heimatstadt München ausdrücken sollte.
Kurz vor der Vollendung des Europäischen Binnenmarktes brachte die LV 1871 im Jahr 1993 neue Produkte wie die Pflegerenten-Zusatzversicherung, Selbstständige Berufsunfähigkeits-Versicherung mit Beitragsrückgewähr und Dread-Disease-Policen mit Kapitalvorauszahlung bei schweren Erkrankungen heraus.
1999 brachte die LV 1871 mit der „eXtra-Rente“ eine Produktinnovation auf den Markt, die mit dem Capital-Innovationspreis für Versicherungen ausgezeichnet wurde. 2005 erhielt die LV 1871 mit einem zweiten Platz diesen Preis erneut für das Vorsorgeprodukt „PRIMUS 50plus“. Mit dem Angebot „Zmax – Das LV 1871-Wahnzins-Konto“ betrat das Unternehmen 2006 erstmals das Geschäftsfeld der Kapitalanlageprodukte.
Im Januar 2013 verliehen die Fachzeitschriften Euro sowie Euro am Sonntag die Auszeichnung Goldener Bulle für das Produkt 4flex. Die unabhängige Expertenjury würdigte dabei vor allem die vier Wahlmöglichkeiten bei Rentenbeginn. Kunden konnten zwischen klassischer Verrentung oder Kapitalauszahlung wählen, sowie zusätzlich zwischen eXtraRenten- oder Pflegeoption. Bei schwerer Krankheit oder Pflegebedürftigkeit wurde die Rente flexibel angepasst.